# San Juan de Ilumán
San Juan de Ilumán ist eine Ortschaft und eine Parroquia rural („ländliches Kirchspiel“) im Kanton Otavalo der ecuadorianischen Provinz Imbabura. Die Parroquia besitzt eine Fläche von 19,93 km². Die Einwohnerzahl beim Zensus 2010 betrug 8584. Für das Jahr 2020 wurde eine Einwohnerzahl von 10.296 prognostiziert.

## Lage
Die Parroquia San Juan de Ilumán liegt in den Anden im Norden von Ecuador. Das Gebiet befindet sich an der WNW-Flanke des Vulkans Imbabura in Höhen zwischen 2400 m und 4610 m. Im Westen wird das Verwaltungsgebiet von dem nach Norden fließenden Río Ambi begrenzt. Dieser entwässert das Areal. Der etwa 2620 m hoch gelegene Hauptort befindet sich 6 km nordnordöstlich vom Stadtzentrum des Kantonshauptortes Otavalo. Die Fernstraße E35 (Quito–Ibarra) führt an San Juan de Ilumán vorbei.
Die Parroquia San Juan de Ilumán grenzt im Norden an die Parroquia San Roque (Kanton Antonio Ante), im äußersten Südosten an das Municipio von Otavalo, im Süden an die Parroquia Miguel Egas Cabezas, im Südwesten erneut an das Municipio von Otavalo sowie im Westen an das Municipio von Cotacachi.

## Orte und Siedlungen
In der Parroquia gibt es 9 Comunidades (Ilumán Bajo, Pinsaquí, San Luis de Agualongo, Ángel Pamba, Central Carabuela, Picuasi Pugro, Capilla Centro, Jahuapamba und Sinsi Uco) sowie 10 Barrios (Rumilarka, Rancho Chico, Santa Teresita, El Guabo, Ilumán Alto, Barrio Central, San Carlos, Santo Domingo, Hualpo und Cóndor Mirador).

## Geschichte
Die Gründung der Parroquia San Juan de Ilumán wurde am 12. November 1886 im Registro Oficial N° 193 bekannt gemacht und damit wirksam.